# Bajka o popu i o njegovu pomoćniku Baldi
Bajka o popu i o njegovu pomoćniku Baldi (rus. Сказка о попе и о работнике его Балде) - bajka A.S. Puškina. Napisao ju je 13. rujna 1830. u Boldinom, a izdana je posmrtno 1840. Kao osnova bajke poslužila mu je ruska narodna bajka koju je zapisao u Mihajlovskom.

## Siže
Bajka započinje prema klasičnoj ruskoj tradiciji riječima:
Živio jednom pop jedan,
A bio je pravi glupan.
Dalje se govori o tome kako je pop šetao sajmom i susreo seljaka po imenu Balda, te ga zaposlio za smiješnu plaću ("Za tri udarca po glavi godišnje" - takav je uvjet postavio seljak). Nakon toga je Balda počeo živjeti "u popovu domu" i savjesno raditi. Nakon nekog vremena popa su počele mučiti sumnje u unosan dogovor, te je prema savjetu popadije dao Baldi nemoguć zadatak da izbjegne udarce:
Kad najedeš se kaše svoje,
Pokupi ti duge moje.
Nepokolebljivi Balda je otišao pokupiti dug. Na obali mora je pronašao vragove i lukavo naplatio od njih zlosretni dug, a po povratku zatražio od popa svoju isplatu. Pop se primorao da podmetne glavu; dobio je sva tri udarca, a nakon trećeg ga je napustio razum.
Bajka završava poučno:
A Balda mu reče prijekorno:
"Mogao si proć i jeftino."

## Povijest nastanka bajke
Puškin je čitao bajku u ljeto 1831. Gogolju u Carskom selu. Gogolj je pisao Grigoriju Danilevskom, u pismu od 2. studenog 1831., o tome da mu je Puškin čitao "bajke ruske narodne - ne Ruslana i Ljudmilu, nego u potpunosti ruske". I dalje o toj bajci: "Jedna je bajka čak bez stopa, samo s rimom i nezamisliva divota". Gogoljeva opaska "bez stopa" je povezana s time što je Puškin napisao bajku akcenatskim stihom s parnom rimom, u stilu tzv. rajošnika, satiričkog monologa za pučko kazalište
Prvi je put bajku otisnuo Vasilij Žukovski 1840. Zbog cenzure Žukovski je popa zamijenio trgovcem Kuzmom Ostolopom.
Tek je 1882. u sabranim djelima urednika P. Jefremova bajka bila otisnuta prema rukopisu. U izdanjima za široku publiku do početka 20. stoljeća bajka je bila objavljivana u cenzuriranoj verziji.
U sovjetsko doba bila je priznata autorska verzija. Međutim, danas Ruska pravoslavna crkva izdaje i pokušava popularizirati redakciju Žukovskog.

## Ekranizacije
- Bajka o popu i o njegovu pomoćniku Baldi (1933. – 1936.) - animirani film; redatelj M. Cehanovski, kompozitor Dmitrij Šostakovič.[6] Snimljeni je materijal bio izgubljen u požaru na skladištu Lenfilma početkom domovinskog rata 1941. Očuvao se tek šestominutni fragment "Sajam". Šostakovič je partituru za film napravio djelomično, a dovršio ju je njegov učenik Vadim Bibergan.[7]
- Bajka o popu i o njegovu pomoćniku Baldi (1940.) - animirani film: redatelj P. Sazonov, kompozitor Iosif Konver.[8]
- Bajka o popu i o njegovu pomoćniku Baldi (1956.) - animirani film; redatelj A. Karanovič, kompozitor N. Pejko.[9]
- Bajka o popu i o njegovu pomoćniku Baldi (1973.) - animirani film; redatelj Inessa Kovalevskaja, kompozitor A. Bykanov.[10]